# 헤일로 (음악 그룹)
헤일로(HALO)는 2014년 6월 결성된 대한민국의 아이돌 그룹이다. 이름은 본래 헤일로(HALO)가 광륜, 후광의 뜻이라는 점에 착안하여 '어디서든 존재 자체로 후광이 나는 아이돌 그룹'이라는 뜻으로 재해석했다. 또한 'Hexagon of Absolute Light and the Organization'으로 풀어 '6명이 모여 완벽한 빛을 내는 그룹'이라는 의미도 있다.

## 데뷔 전:~2014
그룹이 결성되기 전, 멤버들은 다양한 분야에서 일을 했다. 오운은 케이윌, 씨스타 안무팀을 했으며 희천은 그룹 트와일라잇 활동과 틴탑연습생및 통신사 광고에서 피노키오 역할로 출연한 적이 있었다,. 그리고 재용은 공익광고와 다수의 작품에서 활동했으며  디노는 이전에 여러 소속사에서 오랜 연습생 기간을 거쳤다.
정식 데뷔 전, 헤일로는 2014년 6월 7일 서울 상암월드컵경기장에서 열린 '제20회 힘내라 대한민국 2014 드림콘서트'에서 다른 33개의 그룹과 함께 루키 스테이지에 올라 처음으로 대중앞에 나섰다. 한국경제 인터뷰에서 멤버 오운은 "드림콘서트 전날 리허설을 했어요. 헤일로의 노래가 들어가는 첫 무대였죠. 텅 빈 관중석을 앞에 두고 정말 많이 연습했어요. 그래서인지 본 무대에서는 확실히 즐길 수 있었던 것 같아요. 본 공연에서 팬들이 현수막을 들고 응원을 해주시는데 정말 감동했어요. 기분이 묘했죠. 신기하기도 하고 놀랐어요."라고 소감을 밝혔다. 6월 16일 아인홀딩스는 '헤일로'라는 아이돌 그룹이 곧 데뷔한다는 계획을 밝히며 6월 16일 오운, 인행, 6월 17일 희천,재용, 6월 18일 디노,윤동의 화보를 순차적으로 공개했다. 6월 19일엔 리더 오운이 복근을 드러낸 화보를 선보였다.

## 데뷔:38°C(2014)
6월 26일 정오 헤일로는 데뷔 앨범 38°C를 발매했다. 이와 함께 타이틀곡 '체온이 뜨거워'도 음원, 뮤비가 동시 공개되었다. OSEN 인터뷰에서 헤일로는 '사람의 체온은 36.5도지만 헤일로의 열정과 패기의 뜨거움을 강조한 것을 '38°C'로 상징적으로 표현한 것'이라 밝혔다. 또한 롤모델로 god, 원 디렉션을 꼽았다. 헤일로는 2014년 6월 28일 MBC 쇼! 음악중심에서 '체온이 뜨거워'로 오프닝 무대를 올랐다. 6월 29일 SBS 인기가요에도 출연하였다. 인기가요 촬영 이후 헤일로는 녹화장 인근에서 팬 100여명과 작은 팬미팅을 했다. 7월 1일에는 오후 서울 삼성동 메가박스에서 열린 영화 《신의 한 수》 VIP시사회에 참여하였다. 7월 2일 아인홀딩스는 멤버들의 화보를 선보였다. 7월 4일에는 뮤직뱅크에 출연하였다. 7월 29일에는 6월 26일 bnt뉴스와 함께 진행했던 화보를 내놓았다.

## 팬클럽
헤일로의 팬카페는 데뷔 이전인 6월 25일 2,700명을 기록했다. 7월 9일 헤일로는 공식 SNS를 통해 칠월 칠석 맞이 팬들과의 티타임 행사를 찍은 사진을 게재했다. 7월 19일엔 헤일로 멤버가 직접 팬들의 번호를 뽑아 통화하는 전화 데이트 이벤트를 한 영상을 공개했다. 헤일로 팬클럽명은 헤일로공식팬카페에서 팬들이  직접 투표해 투표율이 제일 높았던 헤브를 공식팬클럽명으로 정했다. 헤브(HALOVE)는 헤일러러브(HALO LOVE)의 줄임말이고, '소지하다'라는 뜻도 가지고있다. 헤브는 헤일로의 리더 오운(정영훈)의 아이디어이다.
7월 만들어진 디시인사이드 헤일로 갤러리는 동명의 게임인 Xbox 헤일로의 유저들에게 점령당해 '게임 헤일로 갤러리'화되는 해프닝이 일어났다. 이 사건은 '헤스라엘'이라는 신조어도 만들어냈다.

## 이전 구성원
| 이름 | 소개 |
| ---- | --- |
| 오운 | - 본명: 정영훈 - 생년월일: 1993년 1월 15일(32세) - 출생지: 대한민국 - 활동기간: 2014년 6월 28일 ~ 2019년 4일  |
| 디노 | - 본명: 조성호 - 생년월일: 1990년 12월 25일(34세) - 출생지: 대한민국 - 활동기간: 2014년 6월 28일 ~ 2019년 4일 |
| 인행 | - 본명: 이인행 - 생년월일: 1992년 4월 21일(33세) - 출생지: 대한민국 - 활동기간: 2014년 6월 28일 ~ 2019년 4일  |
| 희천 | - 본명: 김희천 - 생년월일: 1994년 9월 2일(30세) - 출생지: 대한민국 - 활동기간: 2014년 6월 28일 ~ 2019년 4일   |
| 윤동 | - 본명: 김윤동 - 생년월일: 1995년 2월 19일(30세) - 출생지: 대한민국 - 활동기간: 2014년 6월 28일 ~ 2019년 4일  |
| 재용 | - 본명: 김재용 - 생년월일: 1994년 2월 13일(31세) - 출생지: 대한민국 - 활동기간: 2014년 6월 28일 ~ 2019년 4월  |

## 음반 목록

### 미니 음반
| 번호 | 정보                                     | 트랙 리스트                                                                                   |
| ---- | ---------------------------------------- | --------------------------------------------------------------------------------------------- |
| 1    | 《YOUNG LOVE》 - 발매일: 2015년 12월 3일 | 1. 느낌이 좋아 2. 뜻밖에 행운이야 3. I Wanna Hold Your Hand 4. 잠이 안오네 5. 행복하게 해줄게 |
| 2    | 《HAPPY DAY》 - 발매일: 2016년 9월 2일   | 1. 팝콘 (Popcorn) 2. 마리야 3. 싹 다 버려 4. 네 편 (Yours) 5. 우리, 맑음                      |
| 3    | 《HERE I AM》 - 발매일: 2017년 7월 6일   | 1. 여기여기 2. Flying 3. 겁이 나 4. 여행소년 (旅行少年) 5. 여기여기 (Inst.)                   |

### 싱글
| 번호      | 정보                                      | 트랙 리스트 |
| --------- | ----------------------------------------- | --- |
| 1         | 《38°C》 - 발매일: 2014년 6월 26일        | 1. 들리니 2. 체온이 뜨거워 3. 이쁜게 죄야 4. Go Away                                                                          |
| 2         | 《Hello HALO》 - 발매일: 2014년 11월 20일 | 1. Hello HALO 2. 어서 이리온now 3. 캘리포니아 4. 3분만 놀자!                                                                  |
| 2 special | 《SURPRISE》 - 발매일: 2015년 1월 5일     | 1. SURPRISE |
| 3         | 《GROW UP》 - 발매일: 2015년 5월 28일     | 1. 니가 잠든 사이에 2. 손가락 걸고 (Nothing On You) 3. 눈부셔 4. 니가 잠든 사이에 (Remix) 5. 니가 잠든 사이에 (Remix) (Inst.) |

### 디지털 싱글
| 번호 | 정보                                | 트랙 리스트 |
| ---- | ----------------------------------- | ----------- |
| 1    | 〈O.M.G.〉 - 발매일: 2018년 5월 1일 | 1. O.M.G.   |

## TV 프로그램
- 2014년 MBC 주말드라마 《왔다! 장보리》 - (42회 명동 프러포즈 장면 특별출연)
- 2014년 MBC MUSIC 《순위의 재구성》 - MC 오운
- 2015년 2월 19일 ~ 2월 20일 MBC 《아이돌육상선수권대회》 - (인행, 윤동)
- 2015년 KBS2 월화드라마 《발칙하게 고고》 - 준수 역 오운
- 2016년 MBN 《상상초월쇼 진짜가짜》
- 2016년 KBS2 월화드라마 《화랑》 - 기보 역 오운
- 2018년 JTBC 월화드라마 《으라차차 와이키키》
- 2019년 MBC 수목드라마 《하자있는 인간들》 - 주서준 역 재용